# 王杲 (戶部尚書)
王杲，字景初，號蒲灣，山東承宣布政使司兗州府汶上縣（今山東省濟寧市汶上縣），明朝政治人物，官至戶部尚書、同進士出身。

## 生平
正德二年（1507年）丁卯科山東鄉試舉人，正德九年（1514年）登甲戌科進士，授臨汾縣知縣，治行为山西第一。正德十四年（1519年）十一月，选授江西道試監察御史，十五年五月實授，十六年巡視陝西茶馬。嘉靖三年（1524年），巡按南直隶，明世宗遣中官督織造於蘇、杭，王杲疏諫，世宗不納。久之，復除浙江道御史，十二年七月升任太僕寺少卿，改大理寺右少卿，十五年（1536年）正月再遷都察院右佥都御史，協理院事，十六年六月改左佥都，十七年四月奉命清理军职贴黄，進左副都御史。十八年六月升戶部右侍郎，九月兼都察院右佥都御史，負責賑災河南饑荒。二十年七月以右都御史、總督漕運兼巡抚凤阳等处。嘉靖二十一年（1542年）九月，取代李如圭升任戶部尚書。期間負責屯田廣儲蓄糧之道，得到批准。其長期負責國庫，深得世宗信任。因世宗下詔買龍涎香，戶部久不進，世宗以此不悅，后給事中馬錫彈劾王杲及巡倉御史艾朴受賄，給事中厲汝進言倉場尚書王暐亦貪污，遂一併下獄。王杲被貶戍雷州，后死於戍所。隆慶初年，給事中辛自修等上訟為王杲鳴冤。明穆宗下詔復官，賜祭葬，贈太子太保。

## 家族
祖父王釗；父王端，封知縣，進監察御史服色 贈太僕寺少卿；娶郭氏（累贈恭人）；繼娶許氏（封孺人贈恭人）、李氏。子王世雍，嘉靖十四年進士。